# IPad mini (prima generazione)

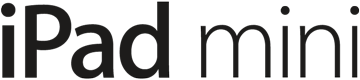
Logo di iPad mini

L'iPad mini di prima generazione, meglio noto come iPad mini, è un tablet computer, sviluppato e prodotto da Apple, presentato il 23 ottobre 2012 e commercializzato dal 2 novembre 2012. È la prima versione del modello a dimensioni ridotte dell'iPad.

## Caratteristiche

### Software
L'iPad mini utilizza di serie il sistema operativo iOS 6 e supporta anche le versioni da iOS 7 a iOS 9. Può inoltre fungere da hotspot con alcuni operatori, condividendo la connessione Internet tramite Wi-Fi, Bluetooth o USB, e accedere all'App Store, una piattaforma di distribuzione di applicazioni digitali per iOS sviluppata e gestita da Apple. Il servizio consente agli utenti di sfogliare e scaricare applicazioni dall'iTunes Store sviluppate con Xcode e l'SDK iOS e pubblicate da Apple. Dall'App Store sono disponibili GarageBand, iMovie, iPhoto e le app iWork (Pages, Keynote e Numbers). Durante il WWDC 2016, Apple ha annunciato che il tablet di dimensioni ridotte non sarà aggiornabile a iOS 10. Attualmente, le versioni più recenti sono la 9.3.5 per i modelli solo Wi-Fi e la 9.3.6 per quelli con connettività cellulare, quest’ultima rilasciata per risolvere problemi relativi al GPS.

#### Siri
Sull'iPad mini è disponibile Siri completamente in italiano a partire da iOS 6. Siri è un software basato sul riconoscimento vocale (già disponibile dall'iPhone 4S) che permette di dialogare e interagire con il dispositivo attraverso semplici comandi vocali.
Riconosce il nome delle applicazioni pronunciate e apre l'app corrispondente. Può essere usato per cercare un articolo sul web, per far partire una canzone, per scrivere un messaggio, per pubblicare qualcosa su Facebook, Twitter e altro ancora.

### Hardware
L'iPad Mini ha una dimensione in diagonale di 7,9", uno spessore di 7,2 mm e monta un processore Apple A5 dual core 1 GHz.
È dotato anche di accelerometro, un sensore luminosità ambientale, giroscopio a 3 assi, connettore audio 3.5 mm, tasti per il volume, tasto Home e tasto power.

#### Fotocamere
Possiede due fotocamere, una frontale e una posteriore. Quella posteriore è un iSight da 5.0 MP, apertura ƒ/2.4, con zoom digitale 5x in grado di eseguire registrazioni video Full HD (1080p) fino a 30 fps, mentre quella frontale è da 1.2 MP, apertura ƒ/2.2, in grado di eseguire registrazioni video HD a 720p fino a 30 fps. Sono disponibili le funzioni: "Tocca e metti a fuoco", Geotagging, Rilevamento dei volti (fino a 10) e BSI (Back Side Illumination). Il dispositivo è compatibile con FaceTime.

#### Connettività
La connettività prevede l'utilizzo del Wi-Fi secondo lo standard 802.11n dual band (2,4 e 5 GHz) nonché il supporto del channel bonding che permette una velocità di download teorica fino a 150 Mb/s. Anche per l'iPad Mini è prevista una variante in grado di ospitare nano-SIM per la connettività tramite rete cellulare mobile (HSPA, HSPA+ e DC-HSDPA; LTE per le versioni commercializzate negli Stati Uniti e nelle nazioni che prevedono già questa tecnologia).

#### Batteria
La batteria è in grado di fornire dieci ore di autonomia o un mese di stand-by ed è costituita da tre pile litio-polimeri interne ricaricabili e non rimovibili.

#### Dimensioni

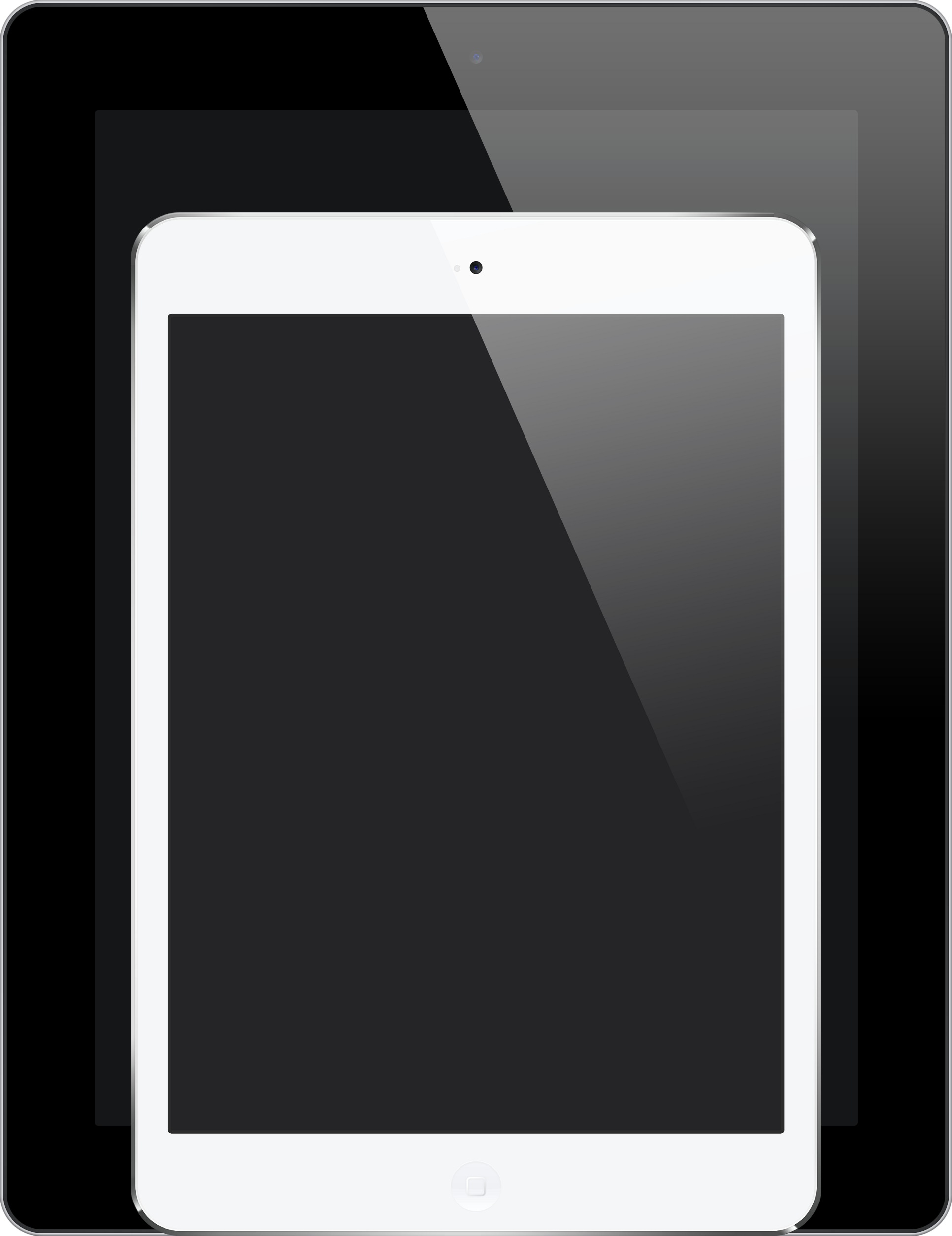
Confronto della dimensione tra iPad mini e iPad (4ª generazione)

Il peso complessivo è di 308 grammi.

#### Colorazioni
Argento e ardesia.

#### Schermo
Lo schermo è di tipo multi-touch lucido retroilluminato LED, con risoluzione di 1024×768 pixel, la stessa dell'iPad 2, con rivestimento oleorepellente a prova di impronte come per gli altri modelli di iPad.
Lo schermo ha una densità di pixel di 163 ppi, contro i 132 ppi dell'iPad 2, risulta quindi avere una qualità complessiva migliore in termini di nitidezza.

#### Memoria
L'iPad Mini è disponibile in tre varianti: 16 GB, 32 GB o 64 GB.e cellular version (70 euro in piu)

#### CPU e RAM
L'iPad Mini monta il processore Apple A5, a 1000 MHz, lo stesso dual core dell'iPad 2 e dell'iPhone 4S, basato sull'architettura ARM prodotta da Samsung nel suo esemplare ARM-cortex. La RAM presente è di 512 MB Dual Channel LP-DDR2 800 MHz.

#### Audio
L'iPad Mini, oltre a disporre di un connettore audio 3,5 mm, ha integrati 2 altoparlanti stereo. È attualmente, insieme all'iPad Air e ai suoi successivi (sia di Air sia di Mini), l'unico modello della famiglia Apple iPad ad avere audio stereofonico al posto del mono.

#### Connettore e caricatore
Apple ha introdotto un nuovo tipo di connettore, in sostituzione del precedente a 30 pin, molto più piccolo e stretto, denominato Lightning. Lo stesso è presente nell'iPhone 5 e nell'iPad (quarta generazione) e successori. Questo connettore è completamente digitale (sono stati rimossi tutti i pin analogici, ormai obsoleti) ed è composto da 8 pin. Ha inoltre la particolarità di poter essere introdotto nel dispositivo in entrambi i sensi essendo double-face.
Il caricatore è il modello A1400, con un output di 5V, 1A.